# Gare de Francfort-Mühlberg
Pour les articles homonymes, voir Gare de Francfort.
La gare de Francfort-Mühlberg est une gare ferroviaire de la commune allemande de Francfort-sur-le-Main (Land de Hesse), ouverte en 1992 sur la ligne souterraine de Konstablerwache jusqu'à Offenbach-sur-le-Main.
La gare est une gare souterraine située dans le quartier de Sachsenhausen. Il y a échange avec le tramway. Peu après la station, la ligne souterraine sort du tunnel.